# Christian Lacroix
Christian Lacroix (* 16. května 1951 v Arles) je francouzský módní návrhář a zakladatel stejnojmenného módního domu.

## Životopis
Po maturitě se přestěhoval do Montpellier, kde studoval francouzskou literaturu. V roce 1971 přesídlil do Paříže, kde napsal doktorandskou práci o oděvech na malbách 17. století a stal se kurátorem v muzeu. V Paříži se seznámil se svou budoucí ženou Françoise Rosenthiel, která mu otevřela cestu do módního světa. Lacroix pracoval pro firmu Hermès a francouzského designera Guy Paulina a v letech 1981–1987 se podílel na kolekcích haute couture módního domu Jean Patou.

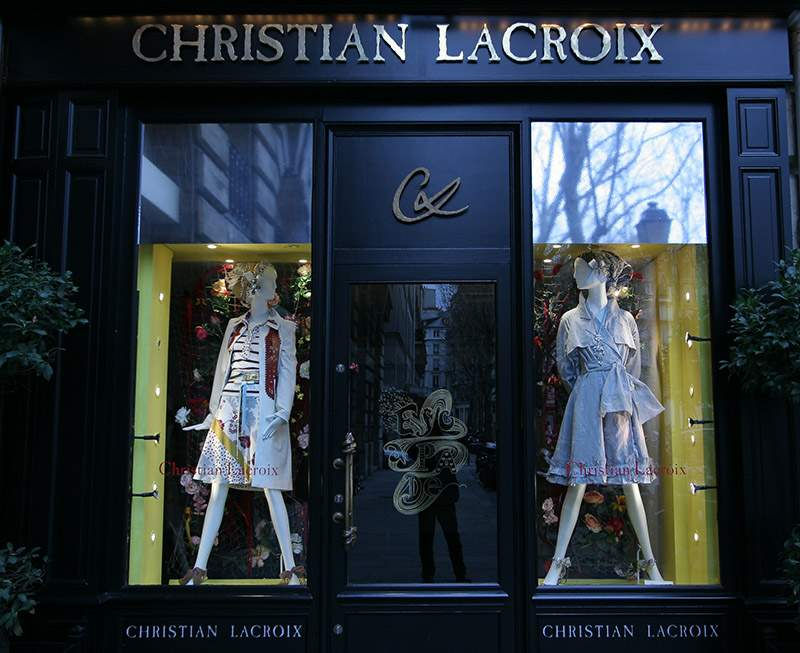
Vitrína butiku "Chritian Lacroix", (Place Saint Sulpice, Paříž).

V roce 1987 založil samostatný podnik a vytvořil vlastní kolekci haute couture. Následovaly kolekce prêt-à-porter (1988), módní doplňky, sportovní oděvy a jeans (1996) a parfémy (1999). Na konci 80. a počátku 90. let byl módní dům Christian Lacroix na vrcholu. V roce 1993 jej převzala skupina LVMH a Christian Lacroix zůstal hlavním návrhářem a menšinovým akcionářem. V roce 2005 prodala skupina LVMH značku Christian Lacroix americké Falic Group, provozující Duty-free-Shop. V důsledku platební neschopnosti během finanční krize ohlásila v květnu 2009 společnost Lacroix bankrot, neboť předchozí hledání nového finančního partnera ztroskotalo. V červenci 2009 představil Lacroix v Paříži svou poslední kolekci haute couture a ještě téhož roku podnik, který založil, opustil. Práva na obchodní značku zůstaly Falic Group.
Lacroix sám vlastní firmu XCLX, kterou založil v roce 2005 nezávisle na předchozí společnosti. Firma XCLX se věnuje designu pro divadla (kostýmy), hotely a další interiéry a spolupracuje na výrobě parfémů s kosmetickým koncernem Avon. V roce 2004 navrhl uniformy pro personál společnosti Air France a rovněž vnitřní prostory nových vozů TGV, které od roku 2007 jezdí z Paříže do Frankfurtu nad Mohanem a Stuttgartu. V Montpellier navrhl design pro tamní tramvaje. V roce 2010 byl Lacroix jmenován uměleckým poradcem Pařížské mincovny.